# Dave Rodgers
Dave Rodgers, pseudonimo di Giancarlo Pasquini (Mantova, 21 febbraio 1963), è un cantautore, compositore e produttore discografico italiano.
Ha iniziato la sua carriera nella band Aleph. Da allora, ha collaborato con artisti da tutto il mondo e ha prodotto molti album di platino. Rodgers è stato onorato dall'industria musicale giapponese per aver venduto più di 30 milioni di album come cantante e compositore.
Possedeva il Rodgers Studio e la A-Beat C Productions. Considerato da molti come il "padre" dell'Eurobeat, ha scritto e prodotto canzoni per artisti J-pop come Namie Amuro (Try Me - Watashi o Shinjite), V6 (fra cui la sigla iniziale di Ultraman Tiga, Take Me Higher) e MAX, coi quali ha tentato di avvicinare i fan della musica giapponese allo stile dell'Eurobeat. Alcune canzoni di Dave Rodgers sono diventate importanti hits, come Space Boy di Dave Rodgers stesso, I Wanna Dance di Domino, Baby Get My Fire Tonite di Nuage, Go Go Money di Neo, Original Sin di Powerful T. e I Believe In You di Dave & Domino.
Oltre a "Dave Rodgers", in passato utilizza altri pseudonimi, come "Derrek Simon", "Robert Stone", "Patrick Hoolley", "Mario Ross", "Red Skins", "RCS" e "Thomas & Schubert".
Nel 2005 ha composto l'inno ufficiale del Mantova, "Forza Mantova!".
Nel 2006 ha realizzato l'album Blow Your Mind, di genere rock-pop.
Nel 1997 esce Deja Vu che, usata nella serie animata giapponese Initial D, il decennio dopo diventerà virale sul web.
Nel 2017 il brano Deja Vu inizia a diventare virale e supera 50 milioni di visualizzazioni sulla rete.
Nel 2018 Deja Vu supera 70 milioni di visualizzazioni e Dave torna in Giappone per un tour.
Nel 2019 fonda la Dave Rodgers Music iniziando a produrre molti artisti come Domino, Nuage, Annerley Gordon, Kaioh, Blue Ice, Powerful T, Ace Warrior, Norma Sheffield, Susan Bell, Mickey B, etc.
Il 2019 vede alla luce il nuovo CD album Deja Vu, mentre le visualizzazione dello stesso brano superano abbondantemente 100 milioni.
Nel 2020 presenta Deja Vu the Gold Collection, doppio vinile che racchiude i suoi maggiori successi

## Biografia
Con la probabile eccezione di Domino, Dave Rodgers è in assoluto l'artista maschile Eurobeat più conosciuto fra tutti, e ha contribuito in maniera sostanziosa al suo genere musicale, come dimostra la sua fama.
Ha iniziato nella band Aleph all'inizio degli anni Ottanta, col genere Italo-Disco, quando realizza Fly To Me (1985), portando successo anche alla Time Records. Portò poi la sua carriera a un livello ancora più alto, quando nel 1990 creò l'etichetta discografica ABeat-C, di cui era proprietario. La sua casa discografica, nota sotto altri nomi, come "alephStudio", "DominoStudio", "Rodgers Studio" e "ABeat-C", proseguì producendo musica Techno, Rock, Metal e ovviamente Eurobeat.
Per tutti gli anni Novanta, Dave scrisse e produsse quasi tutte le canzoni Eurobeat che la sua etichetta realizzò, nonostante potesse avere anche altre opportunità. Infatti ebbe l'idea di avvicinare al genere Eurobeat musicisti Rock, tra cui Steve Lukather dei Toto, Stef Burns, Tony Levin, Matt Laug, Jennifer Batten, Mike Garson, Kiko Loureiro, e anche cantanti Rock come Tobias Sammet (Edguy, Avantasia) con lo pseudonimo AceWarrior, Roberto Tiranti (Labyrinth, Vanexa) con lo pseudonimo Powerful T. e Fabio Lione (Labyrinth, Vision Divine, Rhapsody) con lo pseudonimo J.Storm.

## Discografia

### Dave Rodgers
- 100
- Ale' Japan
- Beat Of The Rising Sun
- Black Fire
- Boom Boom Japan
- California Dreaming
- Dancing In The Starlight
- Dejà Vu
- Eldorado
- Get Wild
- Golden 70's Years
- I Was Made For Lovin' You
- Kingdom Of Rock
- Let's Go To The Show K2 The Auto Messe
- Livin' La Vida Mickey
- Lucky Man
- Make A Movement!!
- Make Up Your Mind
- Milan Milan Milan
- My Dream Team Is Verdy
- Not Gonna Get Us
- Nothing Changed
- Rich and Famous
- Saturday Night Fever
- Shake
- Smoke On The Water
- Space Boy
- Space Invader
- Stay The Night
- The Final Countdown
- The Race Is Over
- True To Your Heart
- Two Worlds, One Family
- Watch Me Dancing
- Watch Out
- We Wanna Rock
- Wheels Of Fire
- Wild Reputation 2005
- Woman From Tokyo
- You'll Be In My Heart

#### Blow Your Mind
- Above the light
- All around the world
- Just another brick on my wall
- I believe
- Miles away
- Blow your mind
- Easy to rimember
- Little cowboy
- My uniform
- I wanna shake it
- Rise & Fall
- Diamond love

### Aleph
- Bad Power
- Big Brother
- Black Out
- Bloody Feeling
- Break Away
- Check It Up
- Doctor
- Fire On The Moon
- Fly To Me
- Generation Of Love
- Get Wild
- Hero
- I'm In Danger
- Just For Love
- Let The Music Play
- Never Let Me Down
- Silver
- Take My Life

### The Big Brother
- Big Time
- Dancing In The Fire
- Don't Go Breaking My Heart
- Knock On Wood
- L.A. Time
- Oh Oh Oh Girls Are Dancing
- Red Fire
- Rock And Roll
- Soul Gasoline
- Tears On My Eyes
- Wild Reputation

### Altri pseudonimi
- Derrek Simon - Dance With Me
- Dr. Money - Give Up
- Dr. Money - Romppongi Nights
- Dr. Money - Hot Girl
- Dr. Money - Let it Go
- Dr. Money - Lucky Man
- Mario Ross - More Illusions
- Mario Ross - Never Give Up
- Mario Ross - Push Push Ballerina
- Patrick Hoolley - Catching Your Time
- Patrick Hoolley - Listen To Your Heart
- Raymond Barry - Get Back
- RCS - Rocking The City
- Red Skins - Dance Around the Totem
- Robert Stone - Black Cars
- Robert Stone - Burning Heart
- Robert Stone - Dance Girl
- Robert Stone - Don't Give Up
- Robert Stone - Pocket Time
- Robert Stone - Welcome To The Jungle
- Thomas & Schubert - Eyes Of Ice
- Thomas & Schubert - Little Flower

### Collaborazioni
- Dave Rodgers & Jennifer Batten - Music For The People
- Dave Rodgers & Kiko Loureiro - Fevernova
- Dave Rodgers & Mega NRG Man - Ducks Dance Too
- Dave Rodgers & Mega NRG Man - Night Fever
- Dave Rodgers & Norma Sheffield - Nothing Changed (Japanese Works)
- Dave Rodgers Feat. Domino - Come On Let's Dance (Techno Mix)
- Dave Rodgers Feat. Jennifer Batten - Fly
- Dave Rodgers Feat. Jennifer Batten - Sun City
- Dave Rodgers Feat. Kiko Loureiro - Ring Of Fire
- Dave Rodgers Feat. Stef Burns - Red Core
- Domino, Valentina & Dave Rodgers - Flower Revolution
- JKBS Feat. Dave Rodgers - Dive Into Your Body (Extended Mix)
- Euroteam Feat. The Big Brother - Ai No Corrida
- Euroteam Feat. The Big Brother - September